# Marek Mintál
Marek Mintál [ˈmarɛk ˈmintaːɫ] (* 2. September 1977 in Žilina, Tschechoslowakei) ist ein ehemaliger slowakischer Profi-Fußball- und jetzt Amateur-Spieler sowie Trainer. Bis 2003 wurde er mit dem MŠK Žilina zweimal slowakischer Meister und zweifacher Torschützenkönig. Nach seinem Wechsel zum 1. FC Nürnberg wurde er zweifacher Torschützenkönig der zweiten Bundesliga, Torschützenkönig der ersten Bundesliga, DFB-Pokalsieger und spielte im Europacup. Zuletzt war er für Hansa Rostock und die zweite Mannschaft des 1. FC Nürnberg aktiv. In der Slowakei wurde er zweimal zum Fußballer des Jahres und einmal zum Fußballspieler des Jahrzehnts ernannt, die Nürnberger Fans wählten „das Phantom“ zur Mittelfeldlegende des Jahrhunderts. Bis Ende März 2024 war er Trainer der SpVgg Bayreuth.

## Karriere als Spieler
Mintál war als Aktiver ein Mittelfeldspieler, der auch häufig als Stürmer eingesetzt wurde. Diese doppelte Begabung war wohl Ursache seiner hohen Torgefährlichkeit, die er vor allem als hängende Spitze erreichte. Seine Karriere war durch einige gewonnene Titel, zahlreiche Verletzungen und große Beliebtheit bei den jeweiligen Anhängern geprägt. In seiner aktiven Zeit beim 1. FC Nürnberg wurde er das Phantom getauft.

### MSK Žilina (1996–2003)
Mintál begann seine sportliche Laufbahn nach eigenen Angaben beim TJ Bytčica. Später wechselte er zum slowakischen Erstligisten MŠK Žilina. Sein erstes Spiel hatte der damals 19-Jährige am 20. Spieltag der Saison 1996/97. Er wurde in der 65. Minute eingewechselt und traf nach 15 Minuten zum 2:3-Endstand. Noch in der laufenden Spielzeit wurde er zum Stammspieler, was er auch in der nächsten Saison blieb, in der er zwei Tore schoss. Ferner kam er zu vier Einsätzen im UEFA Intertoto Cup 1997. Ein weiteres Jahr später wurde er bereits siebtbester Torschütze der Liga, danach erreichte er den vierten Platz. Beim UEFA Intertoto Cup 1999 gelangen ihm drei Tore in vier Spielen. Im Jahr 2000 befand er sich im Slowakischen Olympiakader bei den Sommerspielen in Sydney. Seinen einzigen Einsatz hatte er am 17. September gegen Japan. Die Slowakei schied als Gruppenletzter in der Vorrunde aus. 2000/01 schoss er sieben Tore, in der Saison 2001/02 wurde er schließlich Torschützenkönig und slowakischer Meister. In der UEFA Champions League 2002/03 wurde er in zwei Qualifikationsspielen eingesetzt, in der Spielzeit 2002/03 wurde er erneut Meister und Torschützenkönig. Mintáls Rückennummer bei Žilina war die 9.
Am 6. Februar 2002 gab Mintál sein Debüt in der slowakischen Nationalmannschaft.

### 1. FC Nürnberg
Im Sommer 2003 wechselte er für eine Ablösesumme von geschätzten 100.000 Euro zum damaligen Zweitligisten 1. FC Nürnberg, wo er die Rückennummer 11 bekam und am 4. August 2003 unter Trainer Wolfgang Wolf im Spiel gegen den Karlsruher SC debütierte.

#### Zweite Bundesliga (2003–2004)
Sein erstes Pflichtspiel bestritt Mintál am ersten Spieltag der Saison 2003/04 gegen den Karlsruher SC, der besiegt wurde. Am 4. Spieltag gelang ihm bei einem Unentschieden gegen Energie Cottbus sein erstes Tor. Mit seinen insgesamt 18 Treffern wurde er auf Anhieb Torschützenkönig und trug damit maßgeblich zum Aufstieg des 1. FC Nürnberg in die Erste Bundesliga bei. Mintál wurde von da an auch in der slowakischen Nationalmannschaft Stammspieler.

#### Rekordtorschützenkönig und erste Verletzung (2004–2005)
In der Saison 2004/05 kam Mintál in allen 34 Spielen zum Einsatz. Sein Bundesliga-Debüt erlebte er am 7. August 2004 mit einem Sieg beim 1. FC Kaiserslautern. Seine ersten Tore erzielte er am dritten Spieltag in Form eines Dreierpacks, dennoch gewann der Gegner Hamburger SV. Einen weiteren Dreierpack schoss Mintál am zwölften Spieltag beim Sieg über Wolfsburg. Am Ende wurde der Slowake mit 24 Treffern Torschützenkönig und hatte damit entscheidenden Anteil am Klassenerhalt des 1. FC Nürnberg. Er vollbrachte also das einzigartige Kunststück, in vier aufeinander folgenden Spielzeiten in drei verschiedenen Ligen (in der Slowakei, in der Zweiten und schließlich in der Ersten Bundesliga) erfolgreichster Torjäger zu sein. Es war außerdem erst das zweite Mal, dass ein Spieler zuerst in der Zweiten und im Folgejahr in der Ersten Bundesliga Torschützenkönig wurde (nach Rudi Völler 1982) und das erste Mal überhaupt, dass dies mit dem gleichen Verein gelang. Mintál ist außerdem sowohl in der Ersten als auch in der Zweiten Bundesliga der bislang einzige Torschützenkönig des 1. FC Nürnberg.
Wie wertvoll Mintál für den 1. FC Nürnberg war, zeigte die Vorrunde der Saison 2005/06, in der er ab dem dritten Spieltag wegen eines Mittelfußbruches pausieren musste, was das Offensivspiel des Clubs massiv beeinträchtigte, auch weil durch Mintáls Ausfall seine kongeniale Zusammenarbeit mit Stürmer Róbert Vittek fehlte. Rechtzeitig zur Vorbereitung auf die Rückrunde kurierte Mintál seine Verletzung allerdings aus und galt damit als wichtiger Hoffnungsträger im Kampf um den Klassenerhalt.

#### Die zweite Verletzung (2006)

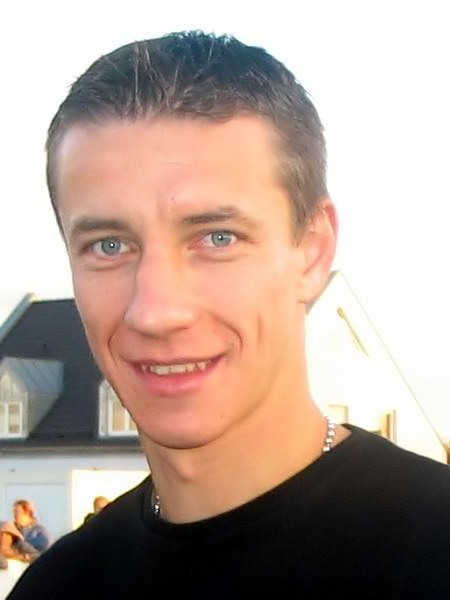
Marek Mintál (2006)

Das Comeback war jedoch nur von kurzer Dauer, da Mintál zum Auftakt der Rückrunde der Saison 2005/06 im Spiel gegen den Hamburger SV schon nach wenigen Minuten den Platz verlassen musste. Mintál hatte einen weiteren Mittelfußbruch erlitten und fiel für den Rest der Saison erneut aus. In der ganzen Spielzeit war er nur auf vier Einsätze und ein Tor gekommen. Am 4. Juli 2006 wurde sein bis Sommer 2008 datierter Vertrag bis zum Ende der Saison 2009/10 verlängert. Sportdirektor Martin Bader meinte dazu: „Marek ist ein wichtiges Element in unserer Zukunft.“
Zu seiner Rückkehr auf das Spielfeld kam er in der Saisonvorbereitung am 1. August 2006 bei einem Testspiel gegen die SpVgg Unterhaching, als er in der sechzigsten Minute eingewechselt wurde, und am 5. August bei einem Freundschaftsspiel des 1. FCN gegen die PSV Eindhoven. In der zweiten Hälfte der zweiten Halbzeit wurde Marek Mintál eingewechselt und konnte ohne erneute Verletzung bis zum Ende des Spiels weiterspielen. Nürnberg siegte mit 3:0.
Am 18. August 2006, dem 2. Spieltag der Bundesligasaison 2006/07 und dem ersten Heimspiel des 1. FC Nürnberg gegen Borussia Mönchengladbach kam er zu einem 28-minütigen Einsatz. Das von den Fans lautstark begrüßte „Phantom“ half dem Club (der 1:0 gewann) zum besten Saisonstart (zwei Siege) seit 1968. Nach 385 Tagen traf er am 2. September beim Spiel der Slowakei gegen Zypern (6:1) auch wieder ins Tor, neben zwei eigenen Treffern fielen nach seinem Zuspiel auch noch drei weitere Tore.

#### Erneuter Ausfall (2006–2007)
Nach einem Länderspieleinsatz gegen Malta klagte Mintál erneut über Schmerzen im rechten Fuß. Untersuchungen im November 2006 ergaben, dass Mintáls Metallschiene zur Stabilisierung des Fußes nicht korrekt saß und der Bruch deshalb nicht richtig verheilt war. Die Schiene musste entfernt werden und zum dritten Mal in Folge musste der Slowake zum Ausheilen des Mittelfußbruchs eine lange Zwangspause einlegen. Ab dem 13. Spieltag fiel er aus und kehrte am 17. April 2007, fünf Spieltage vor Saisonende, zurück. Er saß im DFB-Pokal-Halbfinal-Heimspiel gegen Eintracht Frankfurt auf der Bank und wurde in den letzten Minuten eingewechselt. Von da an ging es sehr schnell. Am 5. Mai kehrte er in die Bundesliga zurück, stand in den letzten beiden Saisonspielen 90 Minuten auf dem Platz und erzielte dabei am 19. Mai nach 21 Monaten wieder ein Bundesligator.

#### DFB-Pokal und internationale Einsätze (2007–2008)

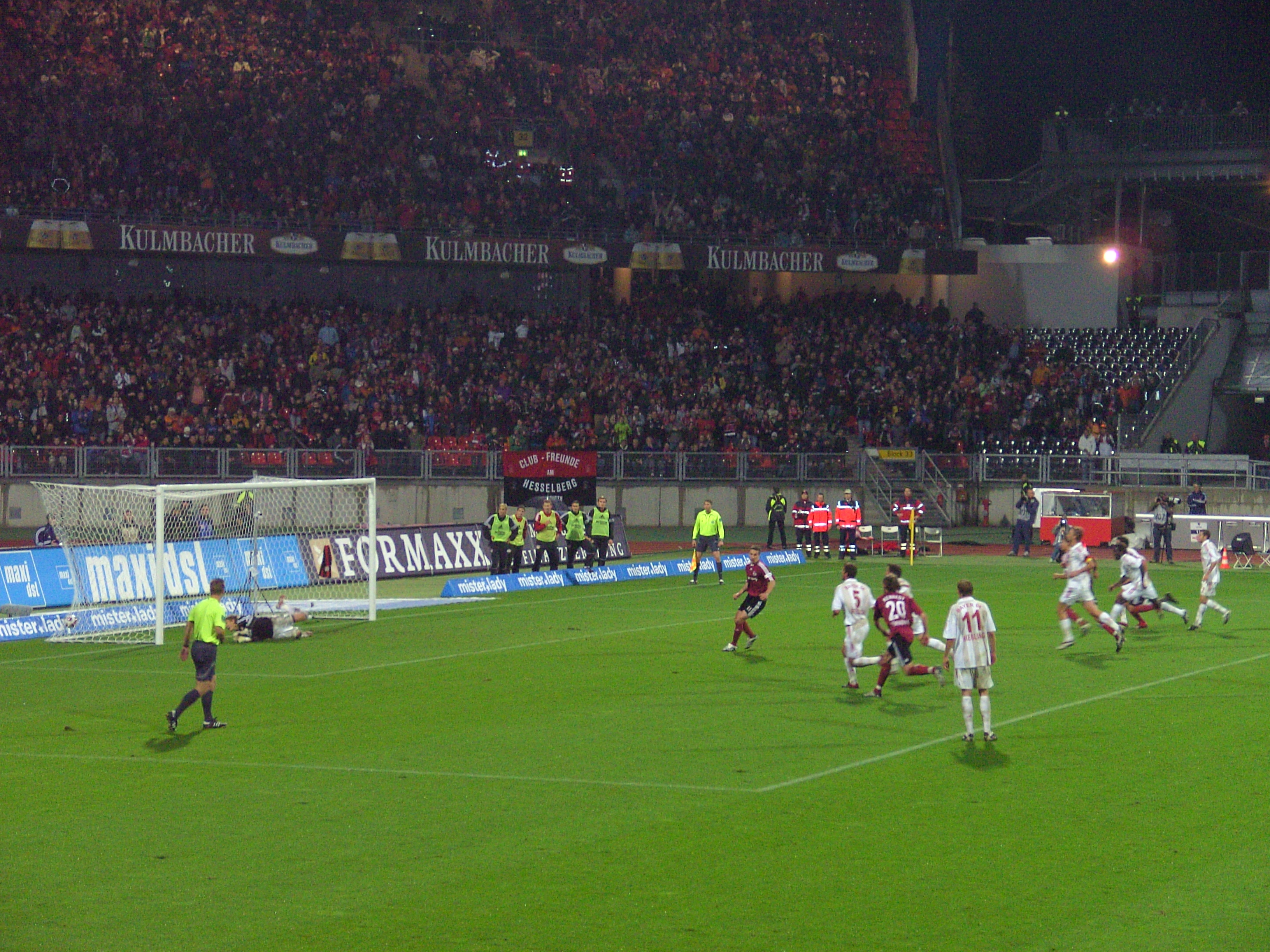
Mintál verwandelt einen Strafstoß, Heimspiel gegen Bayer 04 Leverkusen am 26. September 2007

Im Finale um den DFB-Pokal gegen den VfB Stuttgart (Endstand: 3:2) am 26. Mai 2007 wurde er zur tragischen Figur, nachdem er kurz nach dem von ihm erzielten 1:1-Ausgleichstor aufgrund eines schweren Fouls von Fernando Meira verletzt ausgewechselt werden musste. Nach einer Untersuchung war er zur Siegerehrung wieder anwesend. Die Diagnosen ergaben einen Innenbandriss und eine Meniskusquetschung. Die Verletzungen heilten jedoch schneller als erwartet. Mintál war bereits beim Trainingsbeginn zur Saison 2007/08 am 26. Juni wieder dabei.
Eine Umfrage unter den Fans, wen sie für den internen Torschützenkönig der neuen Saison halten, gewann Mintál. Mit fünf Toren, die er alle in Heimspielen erzielt hatte, war er am Ende drittbester Schütze; sein wohl spektakulärstes Auftreten hatte er aber im UEFA-Pokal, als er das Heimspiel gegen AZ Alkmaar mit einem Doppelschlag in den letzten Minuten drehte und damit die Grundlage für das spätere Überstehen der Gruppenphase legte, was Nürnberg schließlich mit einem 3:1-Sieg gegen AE Larisa gelang, woran Mintál mit seinem dritten UEFA-Pokal-Tor ebenfalls Anteil hatte. Am 2. Februar 2008 spielte er sein hundertstes Ligaspiel für Nürnberg, das eine 0:2-Auswärtsniederlage gegen den Karlsruher SC wurde und am Ende der Saison stieg Nürnberg wieder in die Zweite Bundesliga ab.

#### Wieder zweite Liga (2008–2009)
Trotz des nicht gelungenen Klassenerhalts unterschrieb Mintál einen neuen Vertrag bis 2011, der sich bei einer bestimmten Anzahl von Einsätzen noch weiter verlängern sollte. Damals hatten bereits sowohl Mintál als auch der Verein den Wunsch geäußert, den Spieler auch nach seiner aktiven Karriere weiter zu beschäftigen, etwa als Scout oder im Jugendbereich. Am 14. September 2008 schoss er gegen den SV Wehen Wiesbaden in seinem 117. Spiel sein fünfzigstes Ligator für Nürnberg. Am 2. November bekam er beim Spiel gegen den FC Sankt Pauli den ersten Platzverweis (rot) seit seiner Zeit in Nürnberg. Hierfür wurde er vom DFB-Sportgericht „wegen einer Tätlichkeit gegen den Gegner nach einer zuvor an ihm begangenen sportwidrigen Handlung“ für drei Spiele gesperrt. Nach Ende der Sperre saß Mintál noch ein Spiel auf der Bank, da Trainer Michael Oenning inzwischen notgedrungen auf junge Spieler setzen musste und damit die besten Leistungen der Saison erreicht hatte. Am 8. Dezember rückte Mintál verletzungsbedingt wieder in die Startelf und konnte doppelt treffen. Am 9. März saß er im Spiel beim MSV Duisburg wegen schwächerer Form zunächst nur auf der Bank, wurde aber in der 87. Minute eingewechselt, was sein 150. Pflichtspiel für Nürnberg bedeutete. Beim nächsten Heimspiel gegen Rot Weiss Ahlen spielte er wieder über die volle Zeit und konnte drei Tore erzielen. Es war sein dritter Dreierpack für Nürnberg, ein lupenreiner Hattrick ist ihm allerdings nie gelungen. Das Spiel war für Mintál der Beginn eines Laufs, da er in den folgenden vier Spielen vier weitere Tore schoss, womit er in der Torschützenwertung der Saison 2008/09 bis auf einen geteilten dritten Platz vorrückte. Einen Rückschlag erlebte er am 29. Spieltag, als er im Spiel gegen den FSV Frankfurt erneut eine Rote Karte bekam. Laut Schiedsrichter-Assistent soll Mintál, der in der 93. Minute auf einen Eckball bestand, den Vogel gezeigt haben und wurde schließlich „wegen Beleidigung des Schiedsrichter-Assistenten in einem leichteren Fall“ für zwei Spiele gesperrt. Der Slowake erklärte später, er wollte lediglich andeuten, dass ein Gegenspieler den Ball mit dem Kopf berührt hatte. Nach dieser Sperre rückte Mintál am 32. Spieltag gegen den VfL Osnabrück wieder in die Startelf und machte einen Doppelpack. Damit rückte er auf Platz eins der Torschützenliste vor. Mit seinem 16. Treffer am letzten Spieltag gegen den TSV 1860 München verteidigte Mintál diese Position und wurde abermals Torschützenkönig der zweiten Liga.
Am Saisonende erklärte Mintál mit 31 Jahren seinen Rücktritt aus der slowakischen Nationalmannschaft. Schließlich traf er noch in der 37. Minute im Relegationsrückspiel gegen Energie Cottbus zum 2:0 und machte damit den Wiederaufstieg des 1. FC Nürnberg perfekt. Nach der Saison erklärte ihn das Kicker Sportmagazin zum besten offensiven Mittelfeldspieler der Rückrunde.

#### Nach dem zweiten Aufstieg (2009–2011)

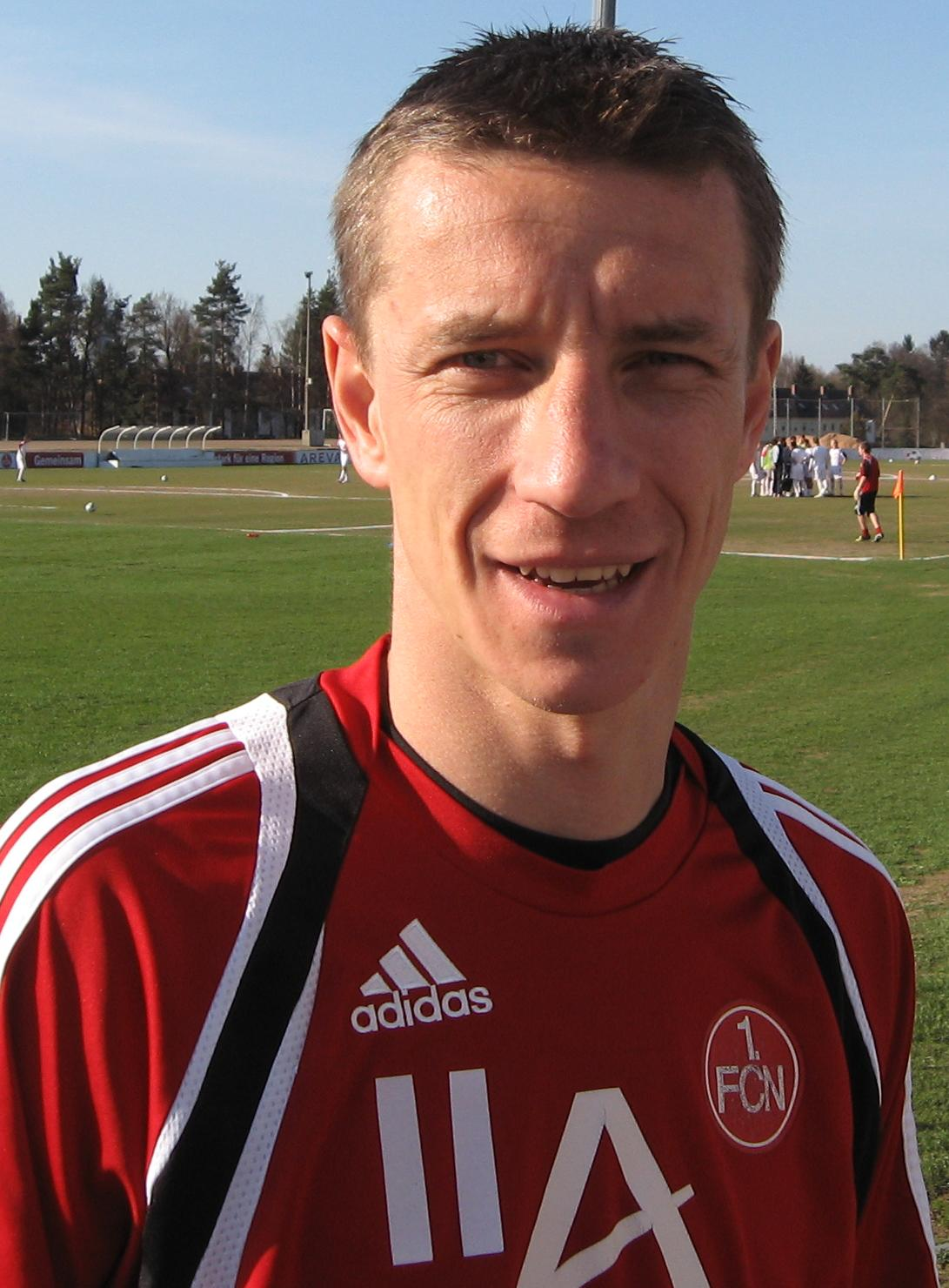
Marek Mintál (2010)

Am 1. August 2009 traf Mintál in der ersten Runde des DFB-Pokals 2009/10 bei einem 3:0-Sieg über Dynamo Dresden. Im ersten Bundesligaspiel der Saison 2009/10 traf er zum 1:2-Endstand gegen den FC Schalke 04, was sein einziges Tor in seinen zwölf Einsätzen der Hinrunde blieb. Zudem hatte er starke Konkurrenz durch İlkay Gündoğan bekommen. Nach der Winterpause stellte der neue Trainer Dieter Hecking auf eine Doppelsechs um, wodurch Mintál seinen Stammplatz zunächst verlor und am 18. Spieltag nur zu einer kurzen Einwechselung kam. Am 20. Spieltag stand er wieder in der Startelf und konnte überzeugen, wodurch er auch in den nächsten zwei Spielen von Anfang an auf dem Platz stand. Im Rest der Saison kam er nur noch zu fünf Einwechselungen und durfte erst am letzten Spieltag wieder einmal durchspielen. Somit kam er auf 1346 Minuten in 22. Einsätzen. In den beiden erfolgreichen Relegationsspielen wurde er jeweils eingewechselt.
Wegen der wenigen Einsätze wurde nach der Saison auch über einen Abgang spekuliert. Mintál erklärte jedoch in einem Zeitungsinterview, in Nürnberg bleiben zu wollen. Ende Mai wurde er in der Slowakei zum Fußballspieler des Jahrzehnts gewählt. Nach einem Zeitungsbericht vom Juli 2010 galt ein Abgang nicht mehr als ausgeschlossen. Von den Clubfans wurde er in der Saisonpause in einer Internetabstimmung mit 46 % der Stimmen zur Mittelfeldlegende des Jahrhunderts gewählt. Damit gehört er auch zur Jahrhundert(+10)elf.
In der Hinrunde der Saison 2010/11 blieb Mintál Ersatzspieler: Er wurde nur sechsmal eingewechselt und kam dabei auf lediglich 47 Minuten Spielzeit. In der Winterpause wurde sein Vertrag nicht verlängert; stattdessen wurde ihm ein Anschlussvertrag angeboten. Mintál erklärte jedoch, seine aktive Karriere noch nicht beenden zu wollen und kündigte daher seinen Abschied an. Es schien ein Wechsel zum amerikanischen Verein Philadelphia Union bevorzustehen, Mintál sagte diesen jedoch ab, nachdem er den Verein vor Ort besucht hatte. So blieb er für die Rückrunde doch in Nürnberg und wurde im Pokal-Viertelfinale gegen den FC Schalke 04 erstmals im neuen Jahr wieder eingesetzt. In der Rückrunde wurde Mintál immerhin wieder elfmal eingewechselt und konnte seine Gesamtspielzeit auf 184 Minuten erhöhen. Er blieb dabei ohne Torerfolg, kam aber auf zwei Vorlagen. Am 5. Mai 2011 bekundete Mintál ein Interesse an einer Rückkehr zu MŠK Žilina. Am 7. Mai fand das letzte Heimspiel der Saison statt. Mintál wurde dabei in der 63. Minute eingewechselt und verabschiedete sich nach Abpfiff emotional von den Fans. Er sagte dabei „Ich möchte mich für die vergangenen acht Jahre bei den Fans bedanken. Ihr seid die besten Fans der Welt. Ihr habt mir immer Kraft gegeben, egal ob es gut oder schlecht lief, ihr habt immer hinter mir gestanden. Das werde ich nie vergessen. Ich liebe euch!“ Am 14. Mai kam Mintál beim letzten Saisonspiel in Hannover zu seinem letzten Einsatz für Nürnberg, als er in der 56. Minute eingewechselt wurde.

### Hansa Rostock (2011–2012)
Zur Spielzeit 2011/12 wechselte Mintál zum damaligen Zweitligisten F.C. Hansa Rostock. Bei den Hanseaten unterschrieb er einen Zwei-Jahres-Vertrag bis zum 30. Juni 2013 und erhielt die Rückennummer 11. Nach nur zwei Ligaspielen und einem Pokaleinsatz zog er sich dort eine schwere Verletzung zu. Am 28. Oktober wurde er gegen Energie Cottbus erstmals wieder eingewechselt; am 19. November erzielte er beim 1:3 gegen den FC St. Pauli sein erstes Tor für Rostock. Es war sein erstes Profitor seit zwei Jahren und 103 Tagen. Am 18. Dezember, dem letzten Spieltag vor der Winterpause, traf er beim 2:2 gegen Dynamo Dresden erneut. Am folgenden Spieltag wurde er bei einer 1:2-Niederlage in Bochum zur tragischen Figur, da er einen Elfmeter verschoss. Die Wiedergutmachung folgte nur eine Woche später, als er mit einem Doppelpack entscheidenden Anteil am 4:2-Sieg über den MSV Duisburg hatte. Beim 4:5 gegen den 1. FC Union Berlin am 33. Spieltag traf Mintál erneut, konnte die Niederlage jedoch nicht verhindern, wodurch Rostock als Absteiger in die 3. Liga feststand. Am 6. Mai 2012, dem letzten Spieltag der Saison, traf Mintál in der 90. Minute zum 2:2-Endstand gegen die SpVgg Greuther Fürth, die die Saison auf dem ersten Platz beendete. Dieses Tor blieb für über neun Jahre der letzte Treffer des Vereins in der 2. Bundesliga.

### Rückkehr nach Nürnberg
In einem Interview mit der Nürnberger Nachrichten äußerte Mintál, dass er zum 1. FC Nürnberg zurückkehren und dort im Jugendbereich tätig werden wolle. Am 10. Mai 2012 wurde offiziell seine Rückkehr zum 1. FC Nürnberg verkündet, zur Saison 2012/13 wurde er als Führungsspieler in die Nachwuchsmannschaft in der Regionalliga aufgenommen.

#### Abschiedsspiel mit der Profimannschaft (2012)
Am 21. Juli 2012 ehrte der 1. FC Nürnberg Mintál zum Abschied aus dem Profifußball mit einem Abschiedsspiel. Er war nach Andreas Köpke der zweite Ex-Profi in der Vereinsgeschichte, der ein solches Spiel bekam. Gegner war der deutsche Meister und Pokalsieger von 2012 Borussia Dortmund. Vor Anpfiff wurden mehrere Interviews mit Mintál gezeigt, während des Spiels immer wieder besondere Tore aus der Karriere. Nürnberg gewann mit 4:2, wobei Mintál per Elfmeter sein 131. Tor in der ersten Mannschaft (inklusive Freundschaftsspiele) erzielte. Bei Dortmund fehlten jedoch einige bekannte Spieler, etwa die deutschen Nationalspieler. Das Spiel wurde live im Bayerischen Fernsehen übertragen, das 0:1 von Sebastian Kehl zum Tor des Monats gewählt. Mintál hatte zu dem Abschlussspiel zudem zahlreiche Weggefährten eingeladen, wobei jedoch nicht alle erscheinen konnten. Anwesend waren etwa Michael A. Roth, Hans Meyer, Michael Oenning, Martin Driller, Tomáš Galásek und Dominic Maroh. Auch der Dortmunder Julian Schieber hatte in der Saison 2010/11 bereits mit Mintál in Nürnberg gespielt. Trotz des Abschiedsspiels wurde nicht ganz ausgeschlossen, dass Mintál noch einmal in der ersten Mannschaft aushelfen könnte, was letztlich aber doch nie geschah.
| 1. FC Nürnberg                                            | 1. FC Nürnberg | Borussia Dortmund | Borussia Dortmund |
| --------------------------------------------------------- | --- | --- | ----------------- |
| 1. FC Nürnberg                                            | \| 21. Juli 2012 um 16:15 Uhr in Nürnberg (Stadion Nürnberg) \| \| Ergebnis: 4:2 (2:1) \| \| Zuschauer: 31.051 \| \| Schiedsrichter: Deniz Aytekin \| \| Spielbericht \| | \| 21. Juli 2012 um 16:15 Uhr in Nürnberg (Stadion Nürnberg) \| \| Ergebnis: 4:2 (2:1) \| \| Zuschauer: 31.051 \| \| Schiedsrichter: Deniz Aytekin \| \| Spielbericht \| | Borussia Dortmund |
| 1. FC Nürnberg                                            | Raphael Schäfer – Timothy Chandler (85. Philipp Klement), Timm Klose (46. Almog Cohen), Marcos António, Javier Pinola (67. Marvin Plattenhardt) – Timmy Simons (85. Noah Korczowski), Hanno Balitsch (67. Wilson Kamavuaka) – Róbert Mak (67. Julian Wießmeier), Marek Mintál (63. Timo Gebhart), Alexander Esswein (46. Mike Frantz), Roussel Ngankam (46. Sebastian Polter) Cheftrainer: Dieter Hecking | Roman Weidenfeller – Chris Löwe, Neven Subotić (76. Koray Günter), Felipe Santana, Oliver Kirch (60. Łukasz Piszczek) – Sebastian Kehl (60. Jakub Błaszczykowski), Sven Bender, Moritz Leitner, Kevin Großkreutz (60. Ivan Perišić), Leonardo Bittencourt – Julian Schieber (60. Robert Lewandowski) Cheftrainer: Jürgen Klopp | Borussia Dortmund |
| 1. FC Nürnberg                                            | 1:1 Balitsch (30.) 2:1 Mintál (44., FE) 3:2 Polter (72.) 4:2 Frantz (88.) | 0:1 Kehl (15.) 2:2 Błaszczykowski (62.) | Borussia Dortmund |
| 21. Juli 2012 um 16:15 Uhr in Nürnberg (Stadion Nürnberg) | | |                   |
| Ergebnis: 4:2 (2:1)                                       | | |                   |
| Zuschauer: 31.051                                         | | |                   |
| Schiedsrichter: Deniz Aytekin                             | | |                   |
| Spielbericht                                              | | |                   |

#### 1. FC Nürnberg II (2012–2013)
Am 25. Juli kam Mintál zu seinem ersten Einsatz in der viertklassigen Fußball-Regionalliga Bayern 2012/13. Nürnberg spielte dabei 2:2 gegen den FC Memmingen. Es war der zweite Spieltag, da der Slowake aufgrund seines Abschiedsspiels am ersten Spieltag freigestellt war. Am dritten Spieltag erzielte Mintál zwei Tore und half seinem Verein so zu einem 4:2-Sieg gegen den FC Ingolstadt 04 II im eigenen Stadion vor 349 Zuschauern. Im weiteren Saisonverlauf spielte Mintál fast durchgehend. Am 25. Spieltag kam es nach einer 0:2-Niederlage gegen den TSV Buchbach zu einer Schiedsrichterbeleidigung, wofür der Slowake mit der Roten Karte bestraft wurde. Am 37. Spieltag erzielte Mintál einen Doppelpack, womit er einen 0:2-Rückstand gegen den SV Heimstetten in den letzten Minuten noch zum Unentschieden drehte.
Am 25. Mai, dem letzten Spieltag der Regionalliga, hatte Mintál sein letztes Fußballspiel als Aktiver. Gegner war der TSV 1860 München II, der Meister der Liga. In der 80. Minute wurde der Slowake vor 1395 Zuschauern ausgewechselt und selbst von den Gästefans mit Sprechchören verabschiedet. Insgesamt war er in der Saison auf elf Tore in dreißig Einsätzen gekommen.

#### Comeback in der Slowakei
Im März 2024 kehrte er in die Slowakei zurück und feierte in der achtklassigen I. trieda beim TJ Divina, am 8. März sein Comeback mit einem Tor, an der Seite von Miroslav Barčík, mit dem er schon beim MŠK Žilina gespielt hatte.

## Trainerkarriere
Obwohl Mintál noch in der zweiten Mannschaft des 1. FC Nürnberg aktiv war, trat er Anfang November 2012 die Stelle des Teammanagers der slowakischen U-21-Nationalmannschaft an.
Nach der Saison 2012/13 sollte Mintál im Trainerstab der U-23-Mannschaft arbeiten. Jedoch wurde Mintál zur Saison 2013/14 Co-Trainer von Michael Wiesinger und Armin Reutershahn bei der Bundesligamannschaft. Auch nach dem Cheftrainerwechsel zu Gertjan Verbeek behielt Mintál seine Position.
Im Oktober 2014 wechselte er für einige Zeit in den Trainerstab der zweiten Mannschaft, um mehr Zeit für seine Trainerausbildung zu haben. Nachdem er erfolgreich den A-Trainerschein abgeschlossen hatte, kehrte er zur Saison 2015/16 als Offensivtrainer zur ersten Mannschaft zurück.
Zur Saison 2017/18 wurde Mintál Cheftrainer der U16, zur Saison 2018/19 Cheftrainer der U17, die in der B-Junioren-Bundesliga spielt.
Am 12. Februar 2019 wurde Mintál übergangsweise der Co-Trainer des Interimstrainers Boris Schommers, der die Bundesligamannschaft nach dem 21. Spieltag auf dem letzten Tabellenplatz von Michael Köllner übernahm. Unter Schommers und Mintál holte die Mannschaft bis zum 33. Spieltag 7 Punkte, womit einen Spieltag vor dem Saisonende der Abstieg fest stand.
Zur Saison 2019/20 übernahm Mintál die zweite Mannschaft (U21) des 1. FC Nürnberg, die in der viertklassigen Regionalliga Bayern spielt, als Cheftrainer. Am 6. November 2019 übernahm er nach der Freistellung von Damir Canadi die Zweitligamannschaft, die nach dem 12. Spieltag mit 14 Punkten auf dem 11. Platz stand, als Interimstrainer. Er betreute die Mannschaft bei der 1:5-Heimniederlage gegen Arminia Bielefeld und kehrte nach der Verpflichtung von Jens Keller zur U21 zurück. Keller wurde nach dem 34. Spieltag freigestellt, nachdem die Mannschaft den 16. Platz belegt hatte. Für die Relegationsspiele gegen den FC Ingolstadt 04 wurde der NLZ-Leiter Michael Wiesinger als Interimstrainer eingesetzt, dem Mintál assistierte. Nach einem 2:0-Sieg im Hinspiel lag der FCN im Rückspiel bis in die Nachspielzeit mit 0:3 zurück, ehe Fabian Schleusener in der 96. Spielminute das Tor zum Klassenerhalt erzielte. Anschließend kehrte er zur zweiten Mannschaft zurück, deren aufgrund der COVID-19-Pandemie unterbrochene Spielzeit bis Mai 2021 zu Ende gespielt wurde, wodurch eine Saison 2020/21 entfiel.
Im Oktober 2020 wurde Mintál für einen Monat freigestellt, um bei der slowakischen Nationalmannschaft übergangsweise dem Interimstrainer Štefan Tarkovič zu assistieren. Die Mannschaft trat im November erfolgreich in einem Play-off-Finalspiel gegen Nordirland um die Teilnahme an der Europameisterschaft 2021 an, wofür sich der slowakische Fußballverband vom bisherigen Nationaltrainer Pavel Hapal getrennt hatte.
Im April 2021 wurde der Vertrag mit dem 1. FC Nürnberg auf Mintáls Wunsch vorzeitig aufgelöst. Er wollte sich auf seine Arbeit als Co-Trainer der Nationalmannschaft konzentrieren.
Zur Saison 2023/24 übernahm Marek Mintál den Posten als Cheftrainer bei der SpVgg Bayreuth. Ende März 2024 trennte der Verein sich von Mintál.

## Privates und Beliebtheit
Mintál und seine Frau Katka haben drei Kinder. Nach einem Tor vollführte er meist einen charakteristischen Freudensprung. Sein fußballerisches Vorbild ist der Italiener Roberto Baggio.
In Nürnberg erfreute sich Mintál bereits als Aktiver großer Sympathie. Ausgelöst wurde diese durch seinen Torreigen 2004/05 und seine bescheidene, bodenständige Art. Viele Clubfans nahmen Anteil an seinen zahlreichen Verletzungen und Rückschlägen. Marek Mintál selbst hat sich sehr oft und auf sehr emotionale Weise für die große Unterstützung in dieser Zeit bedankt; so richtete er sich etwa in einer Rede im letzten Heimspiel der Hinrunde 2007/08 an die Fans, in der er sich für die Unterstützung im Europapokalspiel gegen AZ Alkmaar bedankte, das er mit zwei Toren innerhalb von zwei Minuten gedreht hatte.
Nachdem er bereits 2010 als noch aktiver Spieler über fcn.de zur Mittelfeldlegende des Jahrhunderts und damit in die Jahrhundert(+10)elf gewählt worden war, wurde er 2020 durch eine von den Nürnberger Nachrichten veranstaltete Abstimmung erneut Mitglied einer Jahrhundert-Elf. 2025 wurde er als Spieler der 2000er-Jahre auch Teil der Jahrhundert+25Elf, und damit einer der Spieler, die „gemeinsam mit Max Morlock für 125 Jahre FCN stehen“.
In einem Interview zum Abschied vom 1. FC Nürnberg 2021 sagte er über seine 17 Jahre beim Verein: „Jeder Moment, jede Sekunde war für mich einfach, einfach wunderbar und überragend.“
Die Medienwerkstatt Franken produzierte das Filmportrait „Unsere Nummer 11 – Marek Mintál“, in dem die Karriere nacherzählt wird und Interviews mit Mintál sowie Familienmitgliedern und Weggefährten gezeigt werden. Die Erstausstrahlung einer rund dreißigminütigen Fassung erfolgte am 9. Februar 2025 auf Franken Fernsehen. In der Mediathek erhielt der Film bereits in den ersten 24 Stunden etwa 10.000 Aufrufe. Eine Fassung in doppelter Länge erschien auf DVD und USB-Stick.
Seine Söhne Jakub (* 2004) und Sebastián (* 2007) spielen ebenfalls Fußball, Jakub seit 2024 beim 1. FC Nürnberg und Sebastián beim TSV Rückersdorf.

## Titel / Erfolge
Mit MŠK Žilina:
- Slowakischer Meister: 2002, 2003
- Slowakischen SuperCup: 2003
- Gewinn des SkodaAuto Futbal Cup: 2003

Mit dem 1. FC Nürnberg:
- DFB-Pokal-Sieger: 2007
- Meister der 2. Bundesliga: 2004
- Bundesliga-Aufstieg: 2009

Ehrungen:
- Fußballer des Jahres in der Slowakei: 2004, 2005
- Fußballer des Jahrzehnts (2000er) in der Slowakei
- Torschützenkönig
  - 2001/02 in der Corgoň liga (34 Spiele / 21 Tore)
  - 2002/03 in der Corgoň liga (31 Spiele / 20 Tore)
  - 2003/04 in der 2. Bundesliga (31 Spiele / 18 Tore)
  - 2004/05 in der 1. Bundesliga (34 Spiele / 24 Tore) (ergab Platz 3 beim Goldenen Schuh 2005)
  - 2008/09 in der 2. Bundesliga (28 Spiele / 16 Tore)

## Statistik
| Verein         | Saison  | Corgoň liga                   | Corgoň liga                   | Corgoň liga                   | Pokal     | Pokal     | International | International | Andere | Andere | Total  | Total | Total |
| Verein         | Saison  | Spiele                        | Tore                          | Assists                       | Spiele    | Tore      | Spiele        | Tore          | Spiele | Tore   | Spiele | Tore  | T/S   |
| -------------- | ------- | ----------------------------- | ----------------------------- | ----------------------------- | --------- | --------- | ------------- | ------------- | ------ | ------ | ------ | ----- | ----- |
| MŠK Žilina     | 1996/97 | 9                             | 3                             | ?                             | ?         | ?         | 0             | 0             | ?      | ?      | ?      | ?     | ?     |
| MŠK Žilina     | 1997/98 | 28                            | 2                             | ?                             | ?         | ?         | 4             | 0             | ?      | ?      | ?      | ?     | ?     |
| MŠK Žilina     | 1998/99 | 28                            | 11                            | ?                             | ?         | ?         | 0             | 0             | ?      | ?      | ?      | ?     | ?     |
| MŠK Žilina     | 1999/00 | 29                            | 12                            | ?                             | ?         | ?         | 4             | 3             | ?      | ?      | ?      | ?     | ?     |
| MŠK Žilina     | 2000/01 | 27                            | 7                             | ?                             | ?         | ?         | 0             | 0             | ?      | ?      | ?      | ?     | ?     |
| MŠK Žilina     | 2001/02 | 34                            | 21                            | ?                             | ?         | ?         | 0             | 0             | ?      | ?      | ?      | ?     | ?     |
| MŠK Žilina     | 2002/03 | 31                            | 20                            | ?                             | ?         | ?         | 2             | 0             | ?      | ?      | ?      | ?     | ?     |
| MŠK Žilina     | Total   | 186                           | 76                            | ?                             | ?         | ?         | 10            | 3             | ?      | ?      | ?      | ?     | ?     |
| Verein         | Saison  | 1. oder 2. Fußball-Bundesliga | 1. oder 2. Fußball-Bundesliga | 1. oder 2. Fußball-Bundesliga | DFB-Pokal | DFB-Pokal | UEFA-Pokal    | UEFA-Pokal    | Andere | Andere | Total  | Total | Total |
| Verein         | Saison  | Spiele                        | Tore                          | Assists                       | Spiele    | Tore      | Spiele        | Tore          | Spiele | Tore   | Spiele | Tore  | T/S   |
| 1. FC Nürnberg | 2003/04 | 31                            | 18                            | 0                             | 2         | 0         | 0             | 0             | 0      | 0      | 33     | 18    | 0,55  |
| 1. FC Nürnberg | 2004/05 | 34                            | 24                            | 6                             | 1         | 1         | 0             | 0             | 0      | 0      | 35     | 25    | 0,71  |
| 1. FC Nürnberg | 2005/06 | 4                             | 1                             | 0                             | 1         | 1         | 0             | 0             | 0      | 0      | 5      | 2     | 0,40  |
| 1. FC Nürnberg | 2006/07 | 13                            | 1                             | 1                             | 4         | 2         | 0             | 0             | 0      | 0      | 17     | 3     | 0,18  |
| 1. FC Nürnberg | 2007/08 | 31                            | 5                             | 2                             | 2         | 0         | 6             | 3             | 1      | 0      | 40     | 8     | 0,20  |
| 1. FC Nürnberg | 2008/09 | 28                            | 16                            | 3                             | 2         | 0         | 0             | 0             | 2      | 1      | 32     | 17    | 0,53  |
| 1. FC Nürnberg | 2009/10 | 22                            | 1                             | 1                             | 2         | 1         | 0             | 0             | 2      | 0      | 26     | 2     | 0,08  |
| 1. FC Nürnberg | 2010/11 | 17                            | 0                             | 2                             | 3         | 0         | 0             | 0             | 0      | 0      | 20     | 0     | 0,00  |
| 1. FC Nürnberg | Total   | 180                           | 66                            | 15                            | 17        | 5         | 6             | 3             | 5      | 1      | 208    | 75    | 0,36  |
| Hansa Rostock  | 2011/12 | 24                            | 6                             | 4                             | 1         | 0         | 0             | 0             | 0      | 0      | 25     | 6     | 0,24  |
| Hansa Rostock  | Total   | 24                            | 6                             | 4                             | 1         | 0         | 0             | 0             | 0      | 0      | 25     | 6     | 0,24  |
| Total          | Total   | 390                           | 148                           | ?                             | ?         | ?         | 16            | 6             | ?      | ?      | ?      | ?     | ?     |

1. ↑  UEFA Intertoto Cup 1997, UEFA Intertoto Cup 1999 und UEFA-Champions-League-Qualifikation 2002/03.
2. ↑  DFL-Ligapokal 2007 und Relegation 2008/09 und 2009/10.

## Ehrungen
- 2018: Bayerischer Verdienstorden[108]